# Jacques Antoine Hippolyte de Guibert
Jacques Antoine Hippolyte de Guibert [ejtsd: giber] (Montauban, 1743. november 12. – Párizs, 1790. május 6.) gróf, francia tábornok és katonai író.

## Életpályája
1762-63-ban Németországban harcolt a poroszok ellen, később pedig (1766) Korzika elfoglalásában vett részt. Első művében (Essai général de tactique) oly hevesen támadta meg a francia tábornokokat, hogy művét csak Poroszországba való menekülése után Londonban adhatta ki 1772-ben. 
1775-ben Franciaországba visszahívták és ezután gyorsan előléptették. 1785-ben a Francia Akadémia tagjává választották. A fent említett főművén kívül még sok katonai értekezést írt, melyeket I. Napóleon 1803-ban összegyűjtve adatott ki (Œuvres militaires du Maréchal de Camp J. Guibert), ezek között az egyik legnépszerűbb volt a Défense du système de guerre moderne című.

## Művei
- Essai général de tactique (2 kötet, 1770, 1772)
- Défense du système de guerre moderne (2 kötet, 1779)
- De la force publique (1790)
- Histoire de la constitution militaire de France (5 kötet, 1803)